# Ołeksandr Hruszyn
Ołeksandr Ihorowycz Hruszyn (ukr. Олександр Ігорович Грушин; ur. 19 lipca 1998) – ukraiński zapaśnik walczący w stylu klasycznym. Zajął siódme miejsce na mistrzostwach świata w 2023 roku. 
Srebrny medalista mistrzostw Europy w 2022 i brązowy w 2024. 
Trzeci na MŚ U-23 w 2018. Drugi na MŚ juniorów w 2017. Mistrz Europy juniorów w 2018; trzeci w 2016. Mistrz świata kadetów w 2015 roku.